# Campeonato Mundial de Natación en Piscina Corta de 2014 - 50 metros estilo pecho femenino
El evento de 50 metros estilo pecho femenino de natación en el Campeonato Mundial de Natación en Piscina Corta de 2014, se realizó entre los días 3 y 4 de diciembre de 2014 en Doha, Catar.

## Récords
|    | Nombre         | País           | Tiempo | Lugar    | Fecha                   |
| -- | -------------- | -------------- | ------ | -------- | ----------------------- |
| RM | Jessica Hardy  | Estados Unidos | 28.80  | Berlín   | 15 de noviembre de 2009 |
| RC | Rūta Meilutytė | Lituania       | 29.44  | Estambul | 13 de diciembre de 2012 |

Los siguientes récords se establecieron durante la competición:
| Fecha           | Fase        | Nombre         | País     | Tiempo | Récord |
| --------------- | ----------- | -------------- | -------- | ------ | ------ |
| 12 de diciembre | Semifinales | Rūta Meilutytė | Lituania | 28.81  | RC     |

- RM: Récord mundial
- RC: Récord de campeonato

## Resultados

### Series
Las series se disputaron a las 10:05 (hora local de Catar).
| Posición | Serie | Línea | Nombre                    | País                | Tiempo | Notas |
| -------- | ----- | ----- | ------------------------- | ------------------- | ------ | ----- |
| 1        | 7     | 4     | Alia Atkinson             | Jamaica             | 29.48  | Q     |
| 2        | 5     | 4     | Moniek Nijhuis            | Países Bajos        | 29.62  | Q     |
| 3        | 6     | 4     | Rūta Meilutytė            | Lituania            | 29.72  | Q     |
| 4        | 5     | 5     | Leiston Pickett           | Australia           | 29.96  | Q     |
| 5        | 6     | 3     | Sally Hunter              | Australia           | 30.06  | Q     |
| 6        | 6     | 7     | Fanny Lecluyse            | Bélgica             | 30.13  | Q     |
| 7        | 4     | 3     | Emma Reaney               | Estados Unidos      | 30.20  | Q     |
| 8        | 5     | 3     | Valentina Artemyeva       | Rusia               | 30.22  | Q     |
| 9        | 7     | 5     | Jennie Johansson          | Suecia              | 30.43  | Q     |
| 10       | 7     | 7     | Jenna Laukkanen           | Finlandia           | 30.54  | Q     |
| 11       | 6     | 9     | Sophie Taylor             | Reino Unido         | 30.57  | Q     |
| 12       | 6     | 5     | Rikke Møller Pedersen     | Dinamarca           | 30.64  | Q     |
| 13       | 5     | 6     | Suo Ran                   | China               | 30.66  | Q     |
| 14       | 6     | 6     | Amit Ivry                 | Israel              | 30.68  | Q     |
| 15       | 6     | 2     | Tera van Beilen           | Canadá              | 30.71  | Q     |
| 16       | 7     | 3     | Satomi Suzuki             | Japón               | 30.72  | Q     |
| 17       | 5     | 7     | Hanna Dzerkal             | Ucrania             | 30.77  |       |
| 18       | 5     | 8     | Mariya Liver              | Ucrania             | 30.78  |       |
| 19       | 7     | 2     | Hrafnhildur Lúthersdóttir | Israel              | 30.79  |       |
| 20       | 5     | 2     | Petra Chocová             | República Checa     | 30.87  |       |
| 21       | 5     | 1     | Kanako Watanabe           | Japón               | 30.91  |       |
| 21       | 7     | 6     | He Yun                    | China               | 30.91  |       |
| 23       | 6     | 8     | Ana Carvalho              | Brasil              | 30.94  |       |
| 24       | 7     | 1     | Mariia Astashkina         | Rusia               | 30.98  |       |
| 25       | 5     | 9     | Lisa Zaiser               | Austria             | 31.00  |       |
| 26       | 7     | 0     | Viktoria Güneş            | Turquía             | 31.12  |       |
| 27       | 7     | 8     | Natalie Coughlin          | Estados Unidos      | 31.16  |       |
| 28       | 4     | 5     | Birgit Koschischek        | Austria             | 31.18  |       |
| 28       | 7     | 9     | Tjaša Vozel               | Eslovenia           | 31.18  |       |
| 30       | 5     | 0     | Jèssica Vall Montero      | España              | 31.28  |       |
| 31       | 1     | 8     | Kierra Smith              | Canadá              | 31.35  |       |
| 32       | 4     | 9     | Hanna-Maria Seppälä       | Finlandia           | 31.39  |       |
| 33       | 4     | 2     | Gülşen Samancı            | Turquía             | 31.52  |       |
| 33       | 6     | 0     | Arianna Castiglioni       | Italia              | 31.52  |       |
| 35       | 4     | 4     | Julia Sebastian           | Argentina           | 31.64  |       |
| 36       | 1     | 1     | Svetlana Khokhlova        | Bielorrusia         | 31.71  |       |
| 37       | 4     | 7     | Tatjana Schoenmaker       | Sudáfrica           | 31.79  |       |
| 38       | 3     | 4     | Hannah Miley              | Reino Unido         | 31.84  |       |
| 39       | 4     | 8     | Tatiana Chişca            | Moldavia            | 31.96  |       |
| 40       | 3     | 5     | Emily Visagie             | Sudáfrica           | 32.01  |       |
| 41       | 3     | 3     | Fanni Gyurinovics         | Hungría             | 32.02  |       |
| 42       | 4     | 0     | Karleen Kersa             | Estonia             | 32.03  |       |
| 43       | 6     | 1     | Amira Kouza               | Argelia             | 32.38  |       |
| 44       | 3     | 7     | Jenjira Srisa-Ard         | Tailandia           | 32.47  |       |
| 45       | 4     | 6     | Talanova Daria            | Kirguistán          | 32.61  |       |
| 46       | 3     | 6     | Daniela Lindemeier        | Namibia             | 33.18  |       |
| 47       | 3     | 2     | Chade Nersicio            | Curazao             | 33.78  |       |
| 48       | 3     | 1     | Savannah Tkatchenko       | Papúa Nueva Guinea  | 34.25  |       |
| 49       | 2     | 3     | Matelita Buadromo         | Fiyi                | 34.50  |       |
| 50       | 3     | 9     | Oreoluwa Cherebin         | Granada             | 34.53  |       |
| 51       | 3     | 0     | Rachael Tonjor            | Nigeria             | 35.36  |       |
| 52       | 2     | 6     | San Su Moe Theint         | Birmania            | 35.55  |       |
| 53       | 2     | 4     | Tegan McCarthy            | Papúa Nueva Guinea  | 35.73  |       |
| 54       | 3     | 8     | Lianna Swan               | Pakistán            | 36.03  |       |
| 55       | 2     | 2     | Bonita Imsirovic          | Botsuana            | 36.49  |       |
| 56       | 2     | 1     | Angelika Ouedraogo        | Burkina Faso        | 38.11  |       |
| 57       | 1     | 6     | Niharika Tuladhar         | Nepal               | 38.56  |       |
| 58       | 2     | 7     | Maria Marzocchi           | Seychelles          | 38.66  |       |
| 59       | 2     | 9     | Angela Kendrick           | Islas Marshall      | 39.95  |       |
| 60       | 2     | 8     | Annie Hepler              | Islas Marshall      | 39.96  |       |
| 61       | 1     | 4     | Jamila Sanmoogan          | Guyana              | 40.27  |       |
| 62       | 4     | 1     | Anisha Payet              | Seychelles          | 44.46  |       |
| 63       | 1     | 2     | Sogbadji Charmel          | Benín               | 44.52  |       |
| 64       | 1     | 5     | Ramata Coulibaly          | Mali                | 47.77  |       |
| —        | 1     | 3     | Christelle Moboutou       | República del Congo |        | DNS   |
| —        | 1     | 7     | Essolizam Awizoba         | Togo                |        | DNS   |
| —        | 2     | 5     | Kokoe Ahyee               | Costa de Marfil     |        | DNS   |
| —        | 2     | 0     | Joyce Rudaseswa           | Ruanda              |        | DSQ   |

- DSQ: Descalificada
- DNS: No empezó
- Q: Clasificada

### Semifinales
Las semifinales se realizaron a las 18:07 (hora local de Catar).

#### Semifinal 1
| Posición | Línea | Nombre                | País         | Tiempo | Notas |
| -------- | ----- | --------------------- | ------------ | ------ | ----- |
| 1        | 4     | Moniek Nijhuis        | Países Bajos | 29.69  | Q     |
| 2        | 5     | Leiston Pickett       | Australia    | 29.79  | Q     |
| 3        | 6     | Valentina Artemyeva   | Rusia        | 30.31  | Q     |
| 4        | 3     | Fanny Lecluyse        | Bélgica      | 30.33  |       |
| 5        | 7     | Rikke Møller Pedersen | Dinamarca    | 30.42  |       |
| 6        | 8     | Satomi Suzuki         | Japón        | 30.55  |       |
| 7        | 2     | Jenna Laukkanen       | Finlandia    | 30.67  |       |
| 8        | 1     | Amit Ivry             | Israel       | 30.91  |       |

#### Semifinal 2
| Posición | Línea | Nombre           | País           | Tiempo | Notas |
| -------- | ----- | ---------------- | -------------- | ------ | ----- |
| 1        | 5     | Rūta Meilutytė   | Lituania       | 28.81  | Q, CR |
| 2        | 4     | Alia Atkinson    | Jamaica        | 28.99  | Q     |
| 3        | 2     | Jennie Johansson | Suecia         | 30.08  | Q     |
| 3        | 3     | Sally Hunter     | Australia      | 30.08  | Q     |
| 5        | 6     | Emma Reaney      | Estados Unidos | 30.32  | Q     |
| 6        | 7     | Sophie Taylor    | Reino Unido    | 30.46  |       |
| 7        | 1     | Suo Ran          | China          | 30.71  |       |
| 8        | 8     | Tera van Beilen  | Canadá         | 31.03  |       |

### Final
La final se disputó a las 18:22 (hora local de Catar).
| Posición          | Línea | Nombre              | País           | Tiempo | Notas |
| ----------------- | ----- | ------------------- | -------------- | ------ | ----- |
| Medalla de oro    | 4     | Rūta Meilutytė      | Lituania       | 28.84  |       |
| Medalla de plata  | 5     | Alia Atkinson       | Jamaica        | 28.91  |       |
| Medalla de bronce | 3     | Moniek Nijhuis      | Países Bajos   | 29.64  |       |
| 4                 | 6     | Leiston Pickett     | Australia      | 29.83  |       |
| 5                 | 2     | Jennie Johansson    | Suecia         | 29.99  |       |
| 6                 | 8     | Emma Reaney         | Estados Unidos | 30.05  |       |
| 7                 | 7     | Sally Hunter        | Australia      | 30.22  |       |
| 8                 | 1     | Valentina Artemyeva | Rusia          | 30.37  |       |